# Eudocia Baïana
Eudocia Baïana (in greco Εὐδοκία Βαϊανή?; ... – 12 aprile 901) è stata un'imperatrice bizantina consorte come terza moglie di Leone VI il Saggio.

## Biografia
L'opera Teofane Continuato fu la continuazione della cronaca di Teofane Confessore da parte di altri scrittori, attivi durante il regno di Costantino VII. L'opera riporta i pochi dettagli conosciuti su di lei.
Secondo Teofane, Eudocia proveniva dal thema di Opsikion. Il Thema di Opsikion era originariamente composto da tutta la Bitinia e la Paflagonia, e si estendeva da Abido sui Dardanelli a Sinope sul Mar Nero e nell'entroterra fino ad Ancira. Nel XX secolo, le terre che un tempo appartenevano al Thema formano la maggior parte del quadrante nord-occidentale della Turchia asiatica.
Nella primavera del 900 Leone VI sposò Eudocia. Il De Ceremoniis di Costantino VII nomina ben tre figlie nate dai precedenti matrimoni, ma nessun figlio. Leone voleva assicurarsi la successione con questo matrimonio. Georgij Aleksandrovič Ostrogorskij fa notare che un terzo matrimonio era tecnicamente illegale secondo il diritto bizantino e contrario alle pratiche della Chiesa ortodossa orientale dell'epoca. Leone VI dovette chiedere il permesso al patriarca ecumenico Antonio II di Costantinopoli.
Eudocia morì di parto mettendo al mondo un figlio chiamato Basilio, che visse solo pochi giorni. Il De Ceremoniis indica come luogo di sepoltura la Chiesa dei Santi Apostoli a Costantinopoli.